# Oluf Jensen Kock
Oluf Jensen Kock, (Oluf Kock) o.1577–o.1619, var en norsk-dansk præst,
født i Bergen hvor hans fader var handelsmand. 

Efter at have studeret i København og Rostock blev han 1601 kaldet til sognepræst ved domkirken i sin fødeby. Men på grund af mægtige fjenders modstand, som han formodentlig havde pådraget sig ved sit heftige og fremfusende væsen, synes han ikke at være kommet
i faktisk besiddelse af embedets indtægter, og da han var blevet så godt som en umulighed i Bergen, drog han til København hvor han 1602 tog magistergraden.
Kort efter blev han sognepræst ved domkirken i Lund. Da biskop Jørgen Eriksen i Stavanger, med hvis datter Kock var gift, døde 1604, ansøgte det derværende kapitel kong Christian 4. om tilladelse til at kalde Kock til svigerfaderens eftermand. Dette bevilgedes dog ikke; men 1607 blev Kock sognepræst ved St. Nicolai Kirke i København, og i denne stilling synes han at have nydt anseelse, da han blev kaldt til dronning Anna Cathrine på hendes yderste (1612) for at betjene hende med alterens sakramente, nadveren.
Striden med Resen om kryptocalvinismen

Kort efter indviklede han sig imidlertid i en strid, der bragte ham i ulykke. Som kryptocalvinist
var han en fjende af professor Hans Poulsen Resen – biskop over Sjælland 1615–1638 – der var den strenge lutherdoms ivrige forfægter, og da denne mand,
der stod højt i kongens yndest, formentlig havde blottet sig ved
i akademiske disputatser at fremsætte dunkle og uvante lærdomme
om foreningen af Kristi menneskelige og guddommelige natur, så åbnede Kock et felttog imod ham, idet han fra sin prædikestol
den ene gang efter den anden gjorde de heftigste angreb
på slige «Luftspringere, Ubikvitister og Konkordiebrødre», der
ville forringe betydningen af Kristi menneskelige natur. 

Da det var klart nok, hvem beskyldningerne var møntet på, indgav
Resen klage til biskoppen, og i december 1613 blev Kock suspenderet
fra sit embede. Men kort efter rejste han over til kongen på
Haderslevhus og overrakte et klageskrift, hvori han fremstillede
Resen som en kirkefordærver, der indpodede den akademiske
ungdom kætterske anskuelser.
Mødet i Kolding 1614 med konge, bisper og rigsråder

I den sag, som nu rejstes, trak Kock imidlertid det korteste
strå. Efter at en gejstlig ret havde erklæret ham for afsat, blev
han og Resen stillet for en forsamling af rigsråder
og bisper i kongens egen nærværelse på Koldinghus i februar 1614,
og her blev Kock som æreskænder dømt til landsforvisning, efter
at det havde vist sig, at han over for sin overlegne modstander
ikke kunne hævde rigtigheden af sine beskyldninger. 

Han tog nu sin tilflugt først til Holland, hvor han tog ophold i Leiden,
og siden til Sverige, hvor han optrådte som teologisk forfatter
og nød nogen understøttelse af kong Gustav Adolf (regent 1611–1632) og enkedronning Christine. Ansøgninger, som han indgav til den danske
regering om benådning, blev ikke bevilget. Han skal være
død 1619 i Stockholm eller, som nogle siger, i Hamborg.
Rørdam: Københavns Universitets Historie. 1537–1621 III, 255 ff.
Kirkehistoriske Samlinger. 3. R. I, 561 ff.
H. F. Rørdam.
Betydningen af mødet i Kolding 1614
Kornerup skriver om dette møde:
"... Mødet i Kolding betegner et afgørende vendepunkt i den danske kirkes historie. Stærkere end det antagelig har stået samtiden klart, var nu kryptokalvinismens skæbne i Danmark endeligt beseglet. Den følgende tids begivenheder bliver nu kun en videre udfoldelse af det resultat, som principielt var givet ved Kocks domfældelse. ..."

Kort efter denne sejr blev Resen i april 1615 udnævnt til biskop over Sjællands stift. At det ikke skete straks efter den tidligere biskop Peder Jensen Vinstrups død i 1614, skyldes de nævnte "dunkle og uvante lærdomme" som Resen først måtte redegøre for. "... Med sædvanlig flid og arbejdskraft tog han da straks efter sin hjemkomst fat på sagen og udarbejdede i kort tid sit bekendte skrift «de sancta fide» eller «Om den hellige tro», hvori han i 9 afsnit udførligt behandlede de lærepunkter, der i hans tidligere teser havde været genstand for mistydning og modsigelse. ..." se:Hans Poulsen Resen#Resen m.C3.A5 redeg.C3.B8re for uklare formuleringer.2C 1614